# Robert Grondelaers
Robert Grondelaers (Opglabbeek, 28 de fevereiro de 1933 — Opglabbeek, 22 de agosto de 1989) foi um ciclista belga. Competiu como representante de seu país nos Jogos Olímpicos de Verão de 1952 em Helsinque, onde conquistou a medalha de prata na prova de estrada individual. Na mesma Olimpíada, foi vencedor e recebeu a medalha de ouro no contrarrelógio por equipes, ao lado de André Noyelle e Lucien Victor. Foi ciclista profissional de 1954 a 1962.